# Storeria victa
Espèce
Synonymes
- Storeria dekayi victa Hay, 1892

Statut de conservation UICN

 LC  : Préoccupation mineure
Storeria victa est une espèce de serpents de la famille des Natricidae.

## Répartition
Cette espèce est endémique de Floride aux États-Unis.

## Publication originale
- Hay, 1892 : Description of a Supposed New Species of Storeria from Florida, Storeria victa. Science, vol. 19, no 479, p. 199 (texte intégral).